# Loi Ollivier
La loi Ollivier est une loi française dépénalisant le droit de grève durant la seconde phase du Second Empire sous l'Empire libéral.

## Histoire
Sous l'impulsion de Napoléon III, en pleine révolution industrielle, la loi Ollivier est proposée par l’homme politique libéral Émile Ollivier et votée le 25 mai 1864. 
Modifiant les articles 414 à 421 du code pénal, elle abolit le délit de coalition inscrite dans la loi lors de la Révolution française. Elle met fin à l'interdiction des corporations, des rassemblements ouvriers et du compagnonnage,.
Elle est ainsi souvent présentée comme une loi d'abrogation de la loi Le Chapelier du 14 juin 1791. Elle maintient toutefois le délit d'entrave à la liberté du travail et donc les "abus".
L'article 414 révisé mentionne :

« Sera puni d'un emprisonnement de six jours à trois ans et d'une amende de 16 fr. à 3 000 fr, ou de l'une de ces deux peines seulement, quiconque, à l'aide de violences, voies de fait, manœuvres frauduleuses, aura amené ou maintenu, tenté d'amener ou de maintenir une cessation concertée de travail, dans le but de forcer la hausse ou la baisse des salaires ou de porter atteinte au libre exercice de l'industrie ou du travail. »

Sous respect de conditions, la grève devient possible. Cette loi, comme le financement du déplacement d'une délégation d'ouvriers à l'exposition universelle de 1862 à Londres, manifeste d'une volonté de Napoléon III de créer un lien entre le régime et les ouvriers. La loi fut très vivement combattue par la droite et une bonne partie des républicains ne l'accepta pas. 
Étape majeure dans l'essor du syndicalisme, elle devra néanmoins être complétée en 1884 par la loi relative à la création des syndicats professionnels (loi Waldeck-Rousseau) sur le droit d'association accordé aux syndicats professionnels,.
Le Front populaire réaffirmera le droit syndical en 1936.
En 1946, le droit de grève est inscrit dans le préambule de la constitution.